# Tony Norris
Pour les articles homonymes, voir Norris.
 (février 2017).
Si vous disposez d'ouvrages ou d'articles de référence ou si vous connaissez des sites web de qualité traitant du thème abordé ici, merci de compléter l'article en donnant les références utiles à sa vérifiabilité et en les liant à la section « Notes et références ».
Tony Norris est un ornithologue britannique, né le 2 janvier 1917 à Cradley, Worcestershire et mort le 25 février 2005 à Worcester.

## Biographie
Il est président du British Trust for Ornithology de 1961 à 1964 et reçoit la médaille Tucker de cette société en 1959.
Il est membre du conseil du Royal Society for the Protection of Birds dans les années 1950 et 1960 et à charge ses finances. Durant cette période, il convainc son organisation de quitter Londres  pour The Lodge à Sandy, Bedfordshire, il finance lui-même l’acquisition des locaux.
Il est secrétaire du West Midland Bird Club de 1953 à 1975 et son président de 1975 à 1999. Il est l’ami de Peter Scott (1909-1989) et l’aide à fonder le Wildfowl and Wetlands Trust. Norris est chercheur pour le compte du Bardsey Bird and Field Observatory et le plus jeune membre du British Ornithologists' Union.
Norris s’occupe d’une serre et se spécialise dans la culture des fleurs du genre Nerine de la famille des Amaryllidaceae. Il se marie avec Cecily Hurcomb, fille de Lors Cyril Hurcomb (1883-1975), en 1940.